# Sbalzi di tensione
In elettrotecnica, lo sbalzo di tensione è un fenomeno che attiene alla tensione.
Una tensione è caratterizzata dal suo valore elettricamente misurabile. Se una tensione è alternata, si misura il suo valore efficace. A ogni misurazione è possibile aggiungere la tolleranza di misura che rientra negli standard (per esempio, tolleranza di +/- 10%). Un utente deve tener conto, quando alimentato, non solo della tensione nominale, ma anche delle tolleranze che insistono sulla tensione stessa. Se la tensione varia più della tolleranza ammessa, si parla di sbalzo di tensione. In questo caso, se non previsto dall'utenza, lo sbalzo di tensione può provocare malfunzionamenti.